# Ebbhålet
Ebbhålet är en sjö i Ljusdals kommun i Hälsingland och ingår i Ljusnans huvudavrinningsområde. Sjöns area är 0,0087 kvadratkilometer och den är belägen 395 meter över havet.